# Rupavahini
Rupavahini (en cinghalais : රූපවාහිනී, en tamoul : ரூபவாகினி) est une chaîne de télévision publique sri-lankaise appartenant à la Sri Lanka Rūpavāhinī Corporation, l’entreprise de télédiffusion nationale du pays. 
Fondée en 1982, cette chaîne généraliste accorde une large place à l’éducation, à la culture, à l’actualité et au divertissement. Elle est diffusée par voie hertzienne et par l’intermédiaire des réseaux câblés sur l’ensemble du territoire national. Elle est membre actif de l’union de radio-télévision Asie-Pacifique, au même titre que la Sri Lanka Broadcasting Corporation (radiodiffusion nationale).

## Description
La compagnie de télévision nationale Rupavahini est créée le 23 janvier 1982 avec le concours du gouvernement japonais. Elle commence à émettre le 15 février 1982, et ouvre son antenne avec un discours du président Junius Richard Jayewardene se félicitant de la création de la chaîne. Elle modernise ses studios une première fois en 1986 puis, grâce à une nouvelle aide du gouvernement japonais, passe au numérique en 1998. En 2014, elle lance une version satellitaire de la chaîne terrestre à destination de la diaspora sri-lankaise, mais celle-ci cesse d’émettre au bout de quelques semaines.
La principale chaîne de télévision publique sri-lankaise (il en existe trois autres: Nethra TV, en tamoul, Channel Eye, en anglais, et NTV, en anglais également, fermé en février 2015) émet presque exclusivement en cinghalais. Les émissions régulières commencent très tôt, vers les 3 heures 50 du matin avec une mire avec musique traditionnelle et le logo de la chaîne (émet de près de 3 minutes en moyenne) suivie par l'hymne de la chaîne, et se terminent peu après 0 heure 15 avec l'hymne national. Les émissions quotidiennes commencent et finissent avec environ 13 minutes de chant bouddhique. 
La grille des programmes comprend de nombreux rendez-vous d’information, courts flashs infos (environ cinq minutes) toutes les heures pendant la journée et deux grands journaux télévisés d’une demi-heure, suivis du sport et de la météo, à 12 heures 30 et 20 heures. L’actualité nationale occupe une place importante, et son traitement est parfois critiqué : en 2010, Reporters sans frontières assimile ainsi la couverture de l’élection présidentielle à « de la propagande à outrance » en faveur du camp du président sortant Mahinda Rajapakse.
Le reste de l’antenne est occupé par des magazines, des séries, productions nationales ou issues du sous-continent indien, des dessins animés et des émissions éducatives. En soirée, la chaîne diffuse parfois des séries occidentales, comme Prison Break ou X-Files, ou encore des variétés. L’antenne est parfois interrompue lorsque l’actualité nationale ou internationale l’exige, comme lors de la visite du pape François en janvier 2015, intégralement retransmise à la télévision.